# Naso brevirostris
Naso brevirostris är en fiskart som först beskrevs av Cuvier 1829.  Naso brevirostris ingår i släktet Naso och familjen Acanthuridae. IUCN kategoriserar arten globalt som livskraftig. Inga underarter finns listade i Catalogue of Life.